# ナヴァン
ナヴァン（愛: An Uaimh、英: Navan）は、アイルランドのミース県の県都。

## 概要

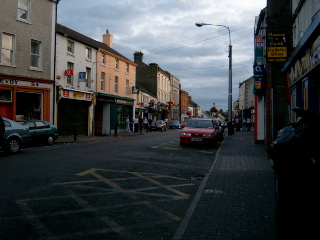
A street in Navan.

俳優のピアース・ブロスナン、風力の定義で知られるフランシス・ボーフォート提督などはこの町の出身である。

## 地理
町はブラックウォーター川とボイン川の合流地点、ボイン渓谷中にあり、周囲にはニューグレンジ、タラの丘、ケルズ、トリムなどの歴史的遺産が存在する。

## 歴史
以前はカトリック教会のミース司教区がおかれていた。アイルランド自治運動の指導者パーネルとオシェア夫人とのスキャンダルが持ち上がった際に、ミース司教はミサでパーネルを批判した。これに憤慨した支持者が暴動を起こしたため、司教座は西ミース県マリンガーに移動した。

## 経済
町の特産としてはカーペットが有名である。最近では家具の製造などもおこなわれてきたが、外国産の安価な製品に押され両者とも縮小傾向にある。アイルランドの経済成長を反映してダブリンのベッドタウンとして発展している。

## 教育
カトリック教系中等学校であるセント・パトリック古典学校が存在する。1970年まで町に存在した、ピアース・ブロスナンも通っていたクリスチャン・ブラザーズにより経営されていたもう一つのカトリック系学校はスキャンダルを起こし閉校した。

## 対外関係

### 姉妹都市･提携都市
- ボッビオ（イタリア共和国 エミリア＝ロマーニャ州 ピアチェンツァ県）
- ブロッコステッラ（イタリア共和国 ラツィオ州 フロジノーネ県）